# Гонорій I
Гонорій I (лат. Honorius; 585 — 12 жовтня 638, Рим, Візантійська імперія) — сімдесятий папа Римський (27 жовтня 625—12 жовтня 638), походив з Кампанії, син консула Петронія. Вважається, що саме він запровадив відзначення свята «Воздвиження Чесного Хреста». За часів його понтифікату проводилась активна місіонерська робота в Англії.
Гонорій I підтримував монофелітство, христологічну єресь, за якою Ісус Христос мав дві основи: людську та божественну, проте одну волю та енергію. Монофеліти вважали, що самостійність людської волі зникла через її поглинення божественною волею.

## Піддання анафемі
Через сорок років після своєї смерті Гонорій I був підданий анафемі на Третьому Константинопольському соборі як прихильник монофілітів. Анафема була проголошена папою Левом II. Гонорія I проклинали аж до XI століття. Противники непомильності папи на Першому Ватиканському соборі посилались на помилку Гонорія I.